# Christ de Saclay (stanice metra v Paříži)
Christ de Saclay je plánovaná stanice pařížského metra, která se bude nacházet na lince 18 v obci Saclay v departementu Essonne. Má být otevřena v roce 2026 a bude sloužit centru CEA v Saclay. Bude to jedna ze tří nadzemních stanic na trati, postavená na 6,7 km dlouhém viaduktu.

## Poloha
Stanice bude umístěna v západní části města Saclay na křižovatce Le Christ-de-Saclay poblíž výzkumného centra CEA Paris-Saclay.
Stanice se nachází na lince 18 mezi stanicemi Moulon Campus a Guyancourt.

## Vývoj
Projekt stanice vytvořily Benthem Crouwel Architects a Atelier Novembre.
Stanice měla prozatímní název CEA Saint-Aubin.